# Lennox Castillo
Lennox "Criminal" Castillo (ur. 19 listopada 1985) – belizeński piłkarz występujący na pozycji napastnika, obecnie zawodnik Police United.

## Kariera klubowa
Castillo rozpoczynał swoją karierę piłkarską w zespole Griga United z siedzibą w mieście Dangriga, w którego barwach nie zdołał jednak odnieść większych sukcesów na arenie krajowej. Po upływie kilku miesięcy został zawodnikiem innego klubu z tej samej miejscowości, New Site Erei. W sezonie 2005/2006 wywalczył z nim swój pierwszy tytuł mistrza Belize, sukces ten powtarzając również podczas następnych rozgrywek, 2006, tworząc skuteczny ofensywny duet z Normanem Nunezem i zostając wicekrólem strzelców Belize Premier Football League. W sezonie 2007, już jako zawodnik kolejnej drużyny z Dangrigi, Revolutionary Conquerors, zanotował z kolei wicemistrzostwo kraju. W połowie tego samego roku wyjechał do Panamy, podpisując umowę z tamtejszą ekipą Árabe Unido z miasta Colón. W jej barwach podczas jesiennych rozgrywek Clausura 2007 zdobył tytuł wicemistrzowski, zaś rok później, w sezonie Clausura 2008, zdobył tytuł mistrza Panamy.
W późniejszym czasie Castillo powrócił do ojczyzny, zostając graczem drużyny Police United z siedzibą w stołecznym Belmopanie. Szybko nawiązał do sukcesów odnoszonych w poprzednich klubach, w 2012 roku zdobywając tytuł wicemistrza kraju i powtarzając ten sukces w jesiennym turnieju otwarcia rozgrywek 2012/2013. W wiosennym turnieju zamknięcia zanotował z kolei swoje trzecie mistrzostwo Belize, pełniąc rolę podstawowego napastnika United.

## Kariera reprezentacyjna
W 2007 roku Castillo został powołany przez brazylijskiego selekcjonera Antonio Carlosa Vieirę na Puchar Narodów UNCAF. Właśnie w tych rozgrywkach, 10 lutego w przegranym 0:1 meczu fazy grupowej z Gwatemalą, zadebiutował w seniorskiej reprezentacji Belize. Na tym turnieju rozegrał w sumie dwa spotkania, zaś jego kadra po komplecie trzech porażek odpadła z niego już w fazie grupowej. W 2013 roku, po sześciu latach przerwy od gry w barwach narodowych, znalazł się w ogłoszonym przez amerykańskiego szkoleniowca Iana Morka składzie na Złoty Puchar CONCACAF. Nie potrafił sobie jednak wywalczyć miejsca w pierwszym składzie i ani razu nie pojawił się na boisku, natomiast Belizeńczycy, debiutujący wówczas w tych rozgrywkach, przegrali wszystkie trzy spotkania i odpadli z turnieju już w fazie grupowej.